# 山崎早紀
山崎早紀（日语：／ Yamazaki Saki，1991年11月12日—）是一名出生於日本靜岡縣的壘球選手，司職外野手，目前效力於日本壘球聯盟豐田汽車。她曾隨隊參加2020年夏季奧林匹克運動會壘球比賽，結果獲得金牌。

## 獎項
- 日本女子壘球聯盟最有價值球員：1回（2020年）
- 日本女子壘球聯盟打擊王：1回（2020年）
- 日本女子壘球聯盟打點王：2回（2018年、2020年）
- 日本女子壘球聯盟最佳九人：2回（外野手部門：2016年、2020年）

## 外部連結
- 山崎早紀的X（前Twitter）
- 山崎早紀的Instagram帳戶